# Ekinanbarı, Milas
Ekinanbarı là một xã thuộc huyện Milas, tỉnh Muğla, Thổ Nhĩ Kỳ. Dân số thời điểm năm 2011 là 906 người.